# Theriognathus microps
Theriognathus microps és una espècie extinta de sinàpsid de la família dels whàitsids que visqué entre el Permià superior i el Triàsic mitjà al sud d'Àfrica. Se n'han trobat restes fòssils a Sud-àfrica, Tanzània i Zàmbia. Es tracta de l'única espècie coneguda del gènere Theriognathus. Basant-se en les seves dents, s'ha suggerit que tenia una dieta carnívora o omnívora i que caçava preses de petites dimensions al sotabosc. El nom genèric Theriognathus deriva dels mots grecs antics θηρίον (theríon), que significa ‘bèstia', i γνάθος (gnathos), que significa ‘mandíbula’, i en el seu conjunt vol dir ‘mandíbula de bèstia’, mentre que el nom específic microps significa ‘cara petita’ en llatí.